# Dubiraphia minima
Dubiraphia minima är en skalbaggsart som beskrevs av Hilsenhoff 1973. Dubiraphia minima ingår i släktet Dubiraphia och familjen bäckbaggar. Inga underarter finns listade i Catalogue of Life.